# Bound for Glory (2013)
L'édition 2013 de Bound for Glory est une manifestation de catch professionnel télédiffusée et visible uniquement en paiement à la séance. L'événement, produit par la Total Nonstop Action Wrestling, a eu lieu le 20 octobre 2013 à la Viejas Arena de San Diego en Californie aux États-Unis. Il s'agit de la neuvième édition de Bound for Glory. Rappelons aussi que Bound for Glory est le plus grand pay-per-view de catch, au même titre que Wrestlemania. Jeff Hardy sera en vedette de l'affiche promotionnelle.

## Contexte
Les spectacles de la Total Nonstop Action Wrestling en paiement à la séance sont constitués de matchs aux résultats prédéterminés par les scénaristes de la TNA. Ces rencontres sont justifiées par des storylines - une rivalité avec un catcheur, la plupart du temps - ou par des qualifications survenues dans les émissions de la TNA telles que Impact Wrestling et Xplosion. Tous les catcheurs possèdent un gimmick, c'est-à-dire qu'ils incarnent un personnage face (gentil) ou heel (méchant), qui évolue au fil des rencontres. Un pay-per-view comme Bound for Glory est donc un événement tournant pour les différentes storylines en cours.

### Bully Ray vs. A.J. Styles
Après une année sans avoir d'opportunité pour gagner le TNA World Heavyweight Championship, A.J. Styles remporte les Bound for Glory Series en devançant Magnus, Austin Aries et Bobby Roode. Lors du Impact du 22 août, la Main Event Mafia affronte les Aces & Eights à 4 contre 5. A.J. Styles effectue un face-turn en rejoignant la Main Event Mafia, clan rival aux Aces & Eights, dirigé par le champion Bully Ray. Le 18 octobre, Dixie Carter annonce que le match entre Bully Ray et A.J. Styles sera un No Disqualification Match pour le TNA World Heavyweight Championship.

### Manik vs. Austin Aries vs. Chris Sabin vs. Jeff Hardy vs. Samoa Joe
Après s'être fait passer pour Suicide, l'ancien nom de Manik, Austin Aries remporta le TNA X Division Championship mais lui fut ensuite retiré par Chris Sabin quelques jours après. Ce dernier a ensuite remis sa ceinture contre un match de championnat pour le TNA World Heavyweight Championship contre Bully Ray, permettant ainsi à Manik de remporter le titre vacant. Le 19 septembre, Jeff Hardy bat le X Division Champion Manik, ce qui lui permet de se lancer à la course au titre. Peu de temps après, Chris Sabin attaque Manik mais Jeff Hardy vient aider ce dernier. La semaine suivante, Manik conserve son titre face à Chris Sabin. Le 3 octobre, Manik et Jeff Hardy battent Chris Sabin et Kenny King dans un match par équipe. Austin Aries étant assis à la table des commentateurs, vient défier Sabin, Hardy et Manik pour le TNA X Division Championship à Bound for Glory. Le challenge fut accepté par Jeff Hardy uniquement si la stipulation est un Ultimate X match, ce que les autres catcheurs acceptent. La semaine suivante, Samoa Joe révèle qu'il est également challenger au TNA X Division Championship.

### O.D.B vs. Gail Kim vs. Brooke
Le 3 octobre, à Impact Wrestling!, Brooke et Velvet Sky devaient avoir un match pour devenir challengeuse n°1 pour le TNA Women's Knockout Championship, mais ce match n'a pas eu lieu à la suite d'une attaque de Lei'D Tapa, qui faisait ses débuts à la TNA. La semaine suivante, Brooke bat Velvet Sky et affrontera la championne O.D.B ainsi que Gail Kim pour le TNA Women's Knockout Championship.

## Hall of Fame
Cette année aura lieu la deuxième cérémonie des Hall of Fame de la TNA. Ceci est annoncé depuis Slammiversary XI. Cette cérémonie aura lieu le 19 octobre 2013 à San Diego. Le second membre du Hall of Fame est Kurt Angle qui sera introduit par Dixie Carter, qui est la présidente de la TNA. Il rejoint donc The Icon Sting dans le Temple de la Renommée.

## Tableau des matchs
| #                                                                  | Match | Stipulation                                                                               | Durée |
| ------------------------------------------------------------------ | --- | ----------------------------------------------------------------------------------------- | ----- |
| Pré-Show                                                           | The BroMans (Jessie Godderz & Robbie E) battent Bad Influence (Christopher Daniels & Kazarian), Chavo Guerrero & Hernandez, Joseph Parks & Eric Young | Tag Team Gauntlet match pour être challenger n°1 pour les TNA World Tag Team Championship | 22:14 |
| 1                                                                  | Chris Sabin bat Manik (c), Austin Aries, Jeff Hardy et Samoa Joe                                                                                      | Ultimate X match pour le TNA X Division Championship                                      | 11:58 |
| 2                                                                  | The BroMans (Jessie Godderz & Robbie E) battent James Storm & Gunner (c)                                                                              | Match simple pour le TNA World Tag Team Championship                                      | 11:41 |
| 3                                                                  | Gail Kim bat O.D.B (c) et Brooke | Triple Threat Match pour le TNA Women's Knockout Championship                             | 10:19 |
| 4                                                                  | Bobby Roode bat Kurt Angle | Match simple                                                                              | 20:58 |
| 5                                                                  | Ethan Carter III bat Norv Fernum | Match simple                                                                              | 03:26 |
| 6                                                                  | Magnus bat Sting par soumission | Match simple                                                                              | 11:05 |
| 7                                                                  | A.J. Styles bat Bully Ray (c) | No Disqualification match pour le TNA World Heavyweight Championship                      | 28:31 |
| (c) – désigne le(s) champion(s) défendant son titre dans le match. | |                                                                                           |       |

### Pré-show Gauntlet Tag Team Match
| #                                                   | Équipe                                         | Éliminée par                                   | Durée |
| --------------------------------------------------- | ---------------------------------------------- | ---------------------------------------------- | ----- |
| 1                                                   | Chavo Guerrero & Hernandez                     | Bad Influence (Christopher Daniels & Kazarian) | 7:42  |
| 2                                                   | Bad Influence (Christopher Daniels & Kazarian) | Eric Young & Joseph Parks                      | 17:06 |
| 3                                                   | Eric Young & Joseph Parks                      | The BroMans (Jessie Godderz & Robbie E)        | 22:14 |
| Vainqueurs :The BroMans (Jessie Godderz & Robbie E) |                                                |                                                |       |